# Allacta ornata
Allacta ornata es una especie de cucaracha del género Allacta, familia Ectobiidae. Fue descrita científicamente por Bey-Bienko en 1969.

## Distribución
Esta especie se encuentra en China (Hainan, Yunnan).